# Giullia Buscacio
Giullia Buscacio Vieira (Funchal, 21 de janeiro de 1997) é uma atriz brasileira.

## Biografia
Giullia nasceu no Funchal, capital da Ilha da Madeira, quando o pai foi jogar no Club Sport Marítimo. Depois, morou durante quatro anos na Coreia do Sul. As telenovelas coreanas foram responsáveis por despertar em Giullia a vontade de atuar. Além do seu nativo português, fala coreano fluentemente.
A atriz é filha do atacante Júlio César "Julinho" Gouveia Vieira,[carece de fontes?] que jogou no Botafogo e em clubes da Coreia do Sul e Hungria (Fehérvar FC), e da empresária Adriana de Farias Buscacio.
Começou a carreira em 2009 na série A Lei e o Crime, da RecordTV, interpretando a filha de Heitor Martinez. Em 2012, aos quinze anos, integrou a telenovela Balacobaco como Vitória, que fazia de tudo para conquistar o universitário Rafael. Em 2015, atuou na telenovela I Love Paraisópolis, transmitida pela TV Globo, na qual interpretou a rebelde patricinha Bruna. Ganhou grande destaque em 2016, quando integrou o elenco da telenovela Velho Chico, onde viveu sua primeira personagem no horário nobre, a romântica Olívia, que formava par romântico com Gabriel Leone. Yanna Lavigne faria a personagem Jacira na novela Novo Mundo, mas como engravidou, Giullia ficou com o papel. Em 2018, atuou em O Sétimo Guardião como Elisa, melhor amiga de Luz.
Em 2019 atuou como Isabel no remake de Éramos Seis. No ano seguinte, foi chamada para competir no quadro Dança dos Famosos do Domingão do Faustão, ficando com o terceiro lugar.
Voltou às novelas em 2022 como Bruna, personagem virtual que o pedófilo Max (Cláudio Tovar) usa para criar uma "amizade" com Karine (Danielle Olímpia) em Travessia. Em 2024, foi escalada para o reboot de Renascer como Sandra, filha do inescrupuloso Egídio (Vladimir Brichta) que se apaixona pelo filho de seu maior rival, João Pedro (Juan Paiva), acirrando a rivalidade entre as famílias Coutinho e Inocêncio. Foi a segunda vez que Giullia assumiu um papel anteriormente vivido por Luciana Braga - o mesmo já havia ocorrido anteriormente em Éramos Seis.

## Filmografia

### Televisão
| Ano  | Título                  | Papel                             | Notas                  |
| ---- | ----------------------- | --------------------------------- | ---------------------- |
| 2009 | A Lei e o Crime         | Patrícia                          |                        |
| 2010 | Nosso Querido Trapalhão | Irmã de Renato                    | Especial de fim de ano |
| 2012 | Balacobaco              | Vitória Travassos Porto           |                        |
| 2015 | I Love Paraisópolis     | Bruna Bezerra Antunes             |                        |
| 2016 | Velho Chico             | Olívia Rosa dos Anjos             |                        |
| 2017 | Novo Mundo              | Jacira                            |                        |
| 2018 | O Sétimo Guardião       | Elisa Rangel                      |                        |
| 2019 | Éramos Seis             | Isabel Abílio de Lemos            |                        |
| 2020 | Dança dos Famosos       | Participante                      | Temporada 17           |
| 2023 | Travessia               | Bruna Schuller                    |                        |
| 2024 | Renascer                | Sandra de Brito da Costa Coutinho |                        |
| 2025 | Arcanjo Renegado        | [ 15 ]                            | Temporada 4            |
| 2025 | Os Donos do Jogo        | Susana                            |                        |

### Cinema
| Ano  | Título             | Papel | Nota           |
| ---- | ------------------ | ----- | -------------- |
| 2011 | O Menino Mofado    | Ana   | Curta-metragem |
| 2018 | Bem Vindo de Volta | Luiza | Curta-metragem |

### Videoclipe
| Ano  | Título          | Artista |
| ---- | --------------- | ------- |
| 2021 | "Pensei Melhor" | Vitão   |

## Prêmios e indicações
| Ano  | Prêmio                    | Categoria                         | Trabalho    | Resultado |
| ---- | ------------------------- | --------------------------------- | ----------- | --------- |
| 2016 | Capricho Awards           | Atriz Nacional                    | Velho Chico | Venceu    |
| 2016 | Prêmio Extra de Televisão | Revelação Feminina                | Velho Chico | Indicada  |
| 2016 | Melhores do Ano           | Melhor Atriz Revelação            | Velho Chico | Indicada  |
| 2016 | Prêmio Quem de Televisão  | Melhor Atriz Revelação            | Velho Chico | Indicada  |
| 2016 | Troféu UOL TV e Famosos   | Revelação da TV                   | Velho Chico | Indicada  |
| 2024 | Prêmio Noticiasdetv.com   | Melhor Atriz Jovem Adulta         | Renascer    | Venceu    |
| 2024 | Prêmio Gshow              | Cena Mais Quente (com Juan Paiva) | Renascer    | Venceu    |
| 2024 | Prêmio Gshow              | Melhor Casal (com Juan Paiva)     | Renascer    | Venceu    |